# Szalma-Kincs-Tár
A Szalma-Kincs-Tár muzeális gyűjtemény, amely Zengővárkonyban (Baranya vármegye), a Míves Tojás Múzeum közelében található.

## Az intézmény története és gyűjteménye
A Szalma-Kincs-Tár 2002. március 15-én nyílt meg Zengővárkonyban, Andrásfalvy Bertalan avatta fel. A gyűjtemény 36 országból származó közel 600 szalmatárgyat mutat be, ami Tüskés Tünde több évtizedes kutató és gyűjtő munkájának eredménye. A gyűjtemény folyamatosan gyarapszik. 2010 óta évente két programot szervez rendszeresen: a virágszombati Szalmanapot és október elején a Szalmalekvár fesztivált. Nyáron gyerek és felnőtt táborokat tart. Rendszeresen részt vesz a budapesti Múzeumok Majálisán illetve bekapcsolódik a Kulturális Örökség Napja és az Ars Sacra rendezvényeibe. 2018-ban felvették a helyi értéktárba. A gyűjtemény válogatott anyagából az ország számos helyén rendeztek vendégkiállítást: Budapest, Pécsvárad, Orfű, Sülysáp, Nagyatád, Sárbogárd. 2018 óta Szalma-Kincs-Tár Baráti Kör segíti a munkáját. 2018-ban elkészítette a magyarok aratókoszorúját, ami a budapesti bemutató után a gyűjteménybe került.
Meghirdetett pályázatai:
- 2003, 2005 A természetben található fonható anyagok.
- 2007 Tárolásra alkalmas tárgyak szalmából, csuhéból, gyékényből és sásból.
- 2009 Emelem kalapom fejfedő pályázat.

Nemzetközi rendezvények: 
- 2007 „Hintsük a magot” IV. Nemzetközi Szálasanyag Fesztivál és Művészeti Akadémia.
- 2013 Nemzetközi szalmafonó mesterkurzus.

Az intézmény muzeális gyűjteménynek minősül.

## Állandó kiállítása

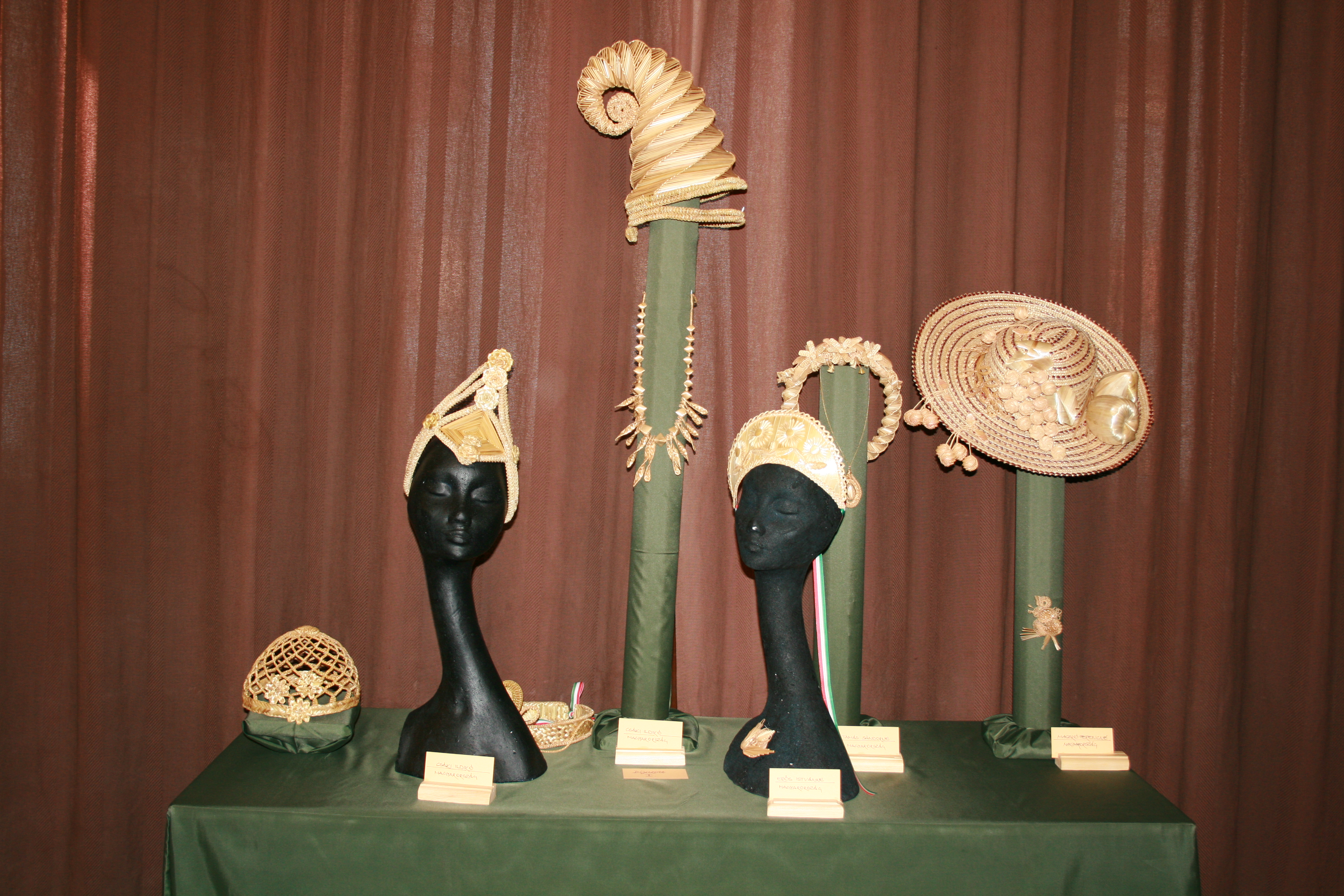
A zengővárkonyi Szalma-kincs-tár Emelem kalapom fejfedő pályázat nyertesei, 2009

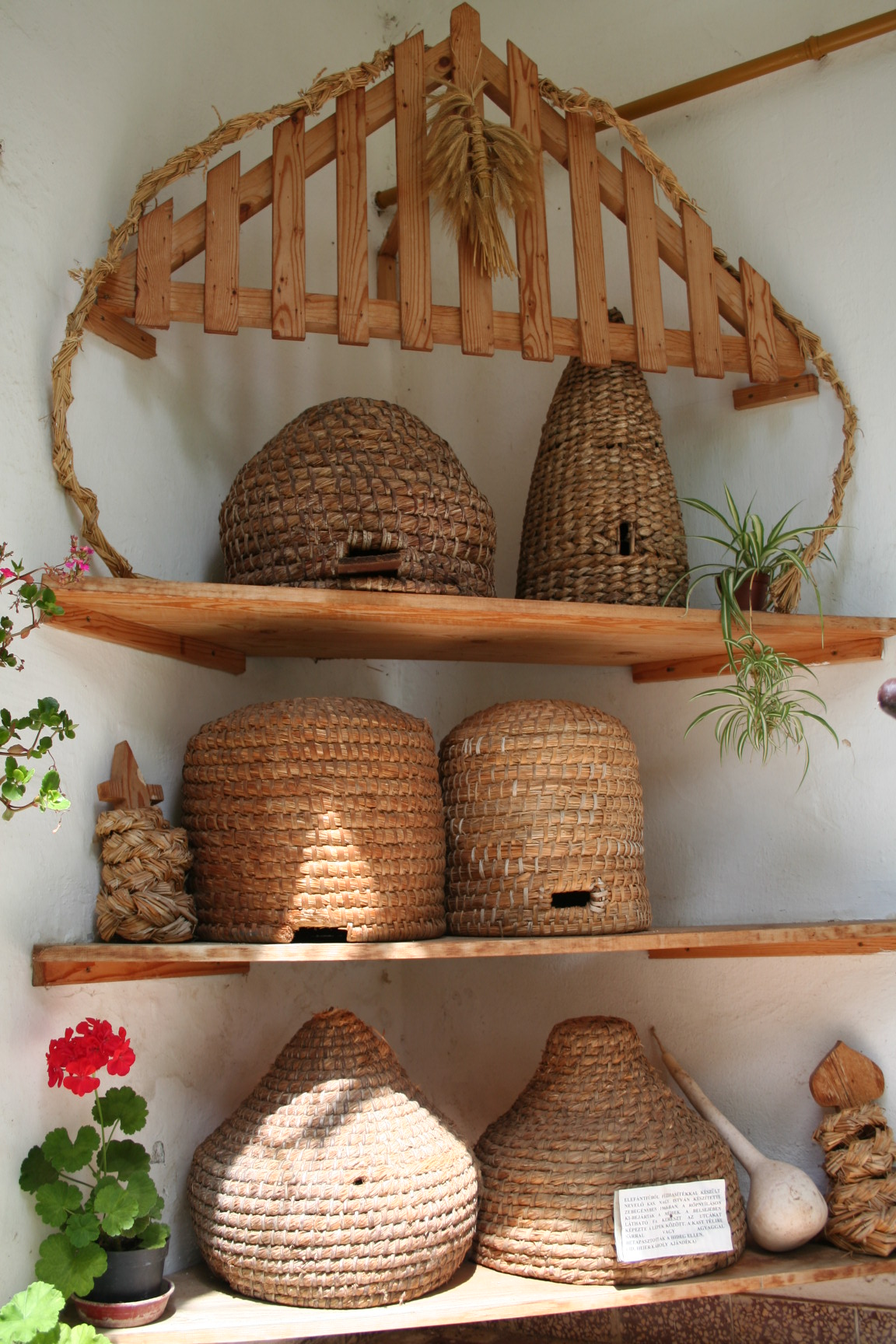
Kaptárak a zengővárkonyi Szalma-kincs-tár állandó kiállításán

A magyarországi múzeumok között kultúrtörténeti érdekességű és különleges gyűjtemény a Szalma-Kincs-Tár. A tudományos igénnyel megrendezett kiállítás feltárja a szalmából készíthető tárgyak sokféleségét, összefoglalja mindazon eljárásokat, amelyekkel a szalmából kultikus, használati és dísztárgyakat lehet készíteni, továbbá bemutatja a különböző technikákhoz szükséges eszközöket, szerszámokat is. A szalmafonó hagyományok bemutatásán túl a jelenkori, modern, művészi megfogalmazásoknak is helyet ad, ezzel igyekszik a legjobbat megőrizni a múltból, s ablakot nyit a jövő felé is. A népművészeti és iparművészeti alkotások a szalma felhasználhatóságának sokféleségét bizonyítják. A magyarországi, erdélyi, bácskai és felvidéki szalmatárgyakon kívül gazdag anyagot található Mexikóból, Svájcból, Japánból, Kínából, Hollandiából, Angliából, Amerikából, Ausztráliából, Svédországból, Litvániából, Oroszországból, Fehéroroszországból és Németországból.
Két udmurt baba, 19. századi svájci kalapcsipke mustralapok és egy huicita indián ceremónia kalap különleges értékei a gyűjteménynek. A szalmafonás történetét és a más európai szalmaközpontokat bemutató rész mind néprajzi, mind történeti szempontból olyan értékekre hívja föl a látogató figyelmét, amelyeket az anyag egyszerűsége, hétköznapisága miatt nem mindig veszünk észre. A muzeális gyűjtemény – melyet a wohleni (Svájc) és lutoni (Anglia) múzeumok is támogattak, valamint a kaliforniai Museum of American Straw Art testvér múzeumnak ismert el –, nemcsak a szalmafonóknak, hanem a kutatóknak, néprajzosoknak is számos újdonságot tartogat, a faluba látogató turistáknak pedig különleges esztétikai élményt kínál. A gyűjteményt annak esztétikai, művészeti, kultúrtörténeti, anyagi, szórakoztató és kuriózum értéke a muzeális gyűjtemények sorába emeli. A múzeum hagyományőrző, szórakoztatva tanító szerepén túl a szalmából készült tárgyakon keresztül népek rejtett kultúráját és alkotók művészi kreativitását is fölfedi.

## jegyzetek
1. ↑  Szalma-Kincs-Tár. Zengővárkony Muzeális Gyűjtemény, é. n. [2010-es évek] (ismertető leporello)

## Médiaszereplések, tudományos előadások
- Szent Brigitta kereszt készítése, Bonum TV, 2021. február 9.
- Kreatív kézműves díszek szalmából, Bonum TV, 2020. december 1.
- Bemutatkozik a zengővárkonyi Szalma-kincs-tár, 2018
- Szalma világörökségünk a zengővárkonyi Szalma-kincs-tárban I., 2018
- Szalma világörökségünk a zengővárkonyi Szalma-kincs-tárban II., 2018